# Get Behind Me Satan
Get Behind Me Satan – piąta płyta studyjna amerykańskiego duetu The White Stripes, album koncepcyjny, wydany w roku 2005.

## Lista utworów
1. „Blue Orchid” – 2:37
2. „The Nurse” – 3:47
3. „My Doorbell” – 4:01
4. „Forever for Her (Is Over for Me)” – 3:15
5. „Little Ghost” – 2:18
6. „The Denial Twist” – 2:35
7. „White Moon” – 4:01
8. „Instinct Blues” – 4:16
9. „Passive Manipulation” – 0:35
10. „Take, Take, Take” – 4:22
11. „As Ugly as I Seem” – 4:09
12. „Red Rain” – 3:52
13. „I'm Lonely (But I Ain't That Lonely Yet)” – 4:19

## Twórcy
- Jack White — śpiew, gitara, fortepian, marimba, tamburyn
- Meg White — perkusja

## Pozycje na listach
| Lista | Kraj   | Pozycja |
| ----- | ------ | ------- |
| OLiS  | Polska | 17      |